# Salix baileyi
Salix baileyi ist ein Baum aus der Gattung der Weiden (Salix) mit grünen oder rötlichen, kahlen Zweigen und bis zu 7,5 Zentimeter langen Blattspreiten. Das natürliche Verbreitungsgebiet der Art liegt in China.

## Beschreibung
Salix baileyi ist ein Baum mit grauer, gefurchter Borke. Die Zweige sind grün oder rötlich und kahl. Nebenblätter fehlen oder sind sehr klein. Die Laubblätter haben einen 1 Zentimeter langen Stiel. Die Blattspreite ist etwa 7,5 Zentimeter lang, 1,3 Zentimeter breit, lanzettlich, mittig am breitesten, lang zugespitzt, mit verschmälerter Blattbasis und gesägtem Blattrand. Die Blattoberseite ist grün, die Unterseite ist blass grün.
Männliche Blütenstände sind nicht bekannt. Die weiblichen Blütenstände sind etwa 5 Zentimeter lange, 1 Zentimeter durchmessende, zylindrische, sitzende oder kurz gestielte Kätzchen mit zottig behaarter Blütenstandsachse. Die Tragblätter sind weiß zottig behaart mit rötlich brauner Blattspitze. Weibliche Blüten haben eine längliche Nektardrüse. Der Fruchtknoten ist eiförmig, lang gestielt und kahl. Der Griffel ist lang, die Narbe zweispaltig. Salix baileyi blüht vor oder beinahe mit dem Blattaustrieb im März.

## Vorkommen und Standortansprüche
Das natürliche Verbreitungsgebiet liegt in etwa 500 bis 600 Metern Höhe in den chinesischen Provinzen Anhui, Henan, Hubei und Jiangxi.

## Systematik
Salix baileyi ist eine Art aus der Gattung der Weiden (Salix) in der Familie der Weidengewächse (Salicaceae). Dort wird sie der Sektion Daphnella zugeordnet. Sie wurde 1920 von Camillo Karl Schneider erstmals wissenschaftlich beschrieben. Der Gattungsname Salix stammt aus dem Lateinischen und wurde schon von den Römern für verschiedene Weidenarten verwendet.

## Nachweise